# Éterpigny (Somme)
Éterpigny település Franciaországban, Somme megyében. Lakosainak száma 168 fő (2022. január 1.). Éterpigny Barleux, Brie, Péronne és Villers-Carbonnel községekkel határos.

## Népesség
A település népességének változása:
| Lakosok száma | 183  | 176  | 178  | 168  | 163  | 159  | 162  | 165  | 168  |
|               | 2013 | 2015 | 2016 | 2017 | 2018 | 2019 | 2020 | 2021 | 2022 |